# Sportliche Vereinigung Blau-Weiß 1890 1986-1987
Questa voce raccoglie le informazioni riguardanti la Sportliche Vereinigung Blau-Weiß 1890 nelle competizioni ufficiali della stagione 1986-1987.

## Stagione
Nella stagione 1986-1987 il Blau-Weiss Berlin, allenato da Bernd Hoss, concluse il campionato di Bundesliga al 18º posto. In Coppa di Germania il Blau-Weiss Berlin fu eliminato agli ottavi di finale dal Karlsruhe.

## Rosa
| N. |                     | Ruolo | Calciatore       |
| -- | ------------------- | ----- | ---------------- |
|    | Germania (bandiera) | P     | Holger Gehrke    |
|    | Germania (bandiera) | P     | Reinhard Mager   |
|    | Germania (bandiera) | P     | Andreas Maiwald  |
|    | Germania (bandiera) | D     | Dieter Brefort   |
|    | Germania (bandiera) | D     | Bernd Gerber     |
|    | Germania (bandiera) | D     | Jürgen Haller    |
|    | Germania (bandiera) | D     | Manfred Hellmann |
|    | Germania (bandiera) | D     | Michael Schmidt  |
|    | Germania (bandiera) | D     | Helmut Schweger  |
|    | Germania (bandiera) | C     | Norbert Bebensee |
|    | Irlanda (bandiera)  | C     | Alan Clarke      |
|    | Germania (bandiera) | C     | Egon Flad        |

| N. |                     | Ruolo | Calciatore        |
| -- | ------------------- | ----- | ----------------- |
|    | Germania (bandiera) | C     | Dirk Schlegel     |
|    | Germania (bandiera) | C     | Wolfgang Schüler  |
|    | Germania (bandiera) | C     | Hans-Peter Stark  |
|    | Belgio (bandiera)   | C     | René Vandereycken |
|    | Germania (bandiera) | A     | Stefan Dinauer    |
|    | Germania (bandiera) | A     | Horst Feilzer     |
|    | Germania (bandiera) | A     | Jörg Gaedke       |
|    | Germania (bandiera) | A     | Bodo Mattern      |
|    | Germania (bandiera) | A     | Christian Müller  |
|    | Germania (bandiera) | A     | Karl-Heinz Riedle |
|    | Germania (bandiera) | A     | Peter Saternus    |
|    | Turchia (bandiera)  | A     | Selçuk Yula       |

## Organigramma societario
Area tecnica
- Allenatore: Bernd Hoss
- Allenatore in seconda:
- Preparatore dei portieri:
- Preparatori atletici:

## Calciomercato

### Sessione estiva
| Acquisti | Acquisti          | Acquisti          | Acquisti |
| R.       | Nome              | da                | Modalità |
| -------- | ----------------- | ----------------- | -------- |
| A        | Horst Feilzer     | Uerdingen 05      |          |
| A        | Karl-Heinz Riedle | Augusta           |          |
| C        | Dirk Schlegel     | Stoccarda         |          |
| C        | Wolfgang Schüler  | Borussia Dortmund |          |
| C        | René Vandereycken | Anderlecht        |          |
| A        | Selçuk Yula       | Fenerbahçe        |          |

| Cessioni | Cessioni       | Cessioni     | Cessioni |
| R.       | Nome           | a            | Modalità |
| -------- | -------------- | ------------ | -------- |
| C        | Vetle Andersen | TeBe Berlino |          |
| A        | Leo Bunk       | Stoccarda    |          |

### Sessione invernale
| Acquisti | Acquisti | Acquisti | Acquisti |
| R.       | Nome     | da       | Modalità |
| -------- | -------- | -------- | -------- |

| Cessioni | Cessioni | Cessioni | Cessioni |
| R.       | Nome     | a        | Modalità |
| -------- | -------- | -------- | -------- |

## Risultati

### Bundesliga

#### Girone di andata
| Arbitro: | Ahlenfelder |

|            |           |                                             |
| Riedle 24’ | Marcatori | 19’, 28’ Kohr 74’ (rig.), 77’ (rig.) Wuttke |

| Arbitro: | Schmidhuber |

|                 |           |          |
| Funkel 36’, 76’ | Marcatori | 67’ Flad |

| Arbitro: | Neuner |

|                          |           |                         |
| Flad 18’ Riedle 81’, 90’ | Marcatori | 7’ Dreßen 45’ Frontzeck |

| Arbitro: | Reinstädtler |

|                     |           |                    |
| Allgöwer 37’ (rig.) | Marcatori | 57’ (rig.) Brefort |

| Arbitro: | Weber |

|                    |           |                                             |
| Brefort 27’ (rig.) | Marcatori | 7’, 76’ Völler 25’ (rig.) Kutzop 82’ Schaaf |

| Arbitro: | Werner |

|                                         |           |  |
| Kleppinger 60’ Schipper 62’ Bistram 80’ | Marcatori |  |

| Berlino 20 settembre 1986, ore 15:30 CEST 7ª giornata | Blau-Weiß Berlin | 0 – 0 referto | Bochum | Stadio Olimpico (16 988 spett.)\| Arbitro: \| Boos \| |
| Arbitro:                                              | Boos             |               |        |                                                       |

| Arbitro: | Wittke |

|                                                           |           |  |
| Mill 1’, 15’ Keser 9’ Simmes 30’ Zorc 43’ Dickel 77’, 80’ | Marcatori |  |

| Arbitro: | Broska |

|                        |           |                         |
| Feilzer 4’ Mattern 82’ | Marcatori | 49’ Smolarek 85’ Müller |

| Arbitro: | Zimmermann |

|                           |           |            |
| Jensen 1’, 28’ Preetz 69’ | Marcatori | 6’ Mattern |

| Arbitro: | Kruse |

|             |           |                |
| Feilzer 85’ | Marcatori | 2’ Augenthaler |

| Arbitro: | Schäfer |

|            |           |          |
| Allofs 11’ | Marcatori | 45’ Yula |

| Arbitro: | Jupe |

|  |           |             |
|  | Marcatori | 4’ Schreier |

| Arbitro: | Puchalski |

|                                                                   |           |                     |
| Stenzel 9’, 61’ Geyer 38’, 49’, 72’ Eckstein 50’ Philipkowski 68’ | Marcatori | 19’ Yula 80’ Riedle |

| Arbitro: | Krug |

|             |           |             |
| Gaudino 70’ | Marcatori | 36’ Schüler |

| Arbitro: | Brehm |

|             |           |                                           |
| Dinauer 56’ | Marcatori | 7’ von Heesen 29’ Jusufi 90’ (rig.) Kaltz |

| Arbitro: | Weber |

|                                |           |             |
| Buncol 49’ Wójcicki 77’ (rig.) | Marcatori | 71’ Dinauer |

#### Girone di ritorno
| Arbitro: | Krug |

|                               |           |  |
| Allievi 78’ Wuttke 86’ (rig.) | Marcatori |  |

| Arbitro: | Umbach |

|             |           |                   |
| Mattern 25’ | Marcatori | 92’ (rig.) Funkel |

| Arbitro: | Reinstädtler |

|                                 |           |             |
| Frontzeck 31’ (rig.) Criens 71’ | Marcatori | 87’ Schüler |

| Arbitro: | Föckler |

|  |           |                            |
|  | Marcatori | 71’ Buchwald 82’ Klinsmann |

| Arbitro: | Assenmacher |

|                            |           |  |
| Burgsmüller 50’ Wolter 89’ | Marcatori |  |

| Berlino 4 aprile 1987, ore 15:30 CEST 23ª giornata | Blau-Weiß Berlin | 0 – 0 referto | Schalke 04 | Stadio Olimpico (13 577 spett.)\| Arbitro: \| Neuner \| |
| Arbitro:                                           | Neuner           |               |            |                                                         |

| Arbitro: | Theobald |

|                                                    |           |            |
| Woelk 33’ Kree 58’ Oswald 67’ Nehl 84’ (rig.), 86’ | Marcatori | 63’ Riedle |

| Arbitro: | Schäfer |

|            |           |            |
| Riedle 26’ | Marcatori | 14’ Dickel |

| Arbitro: | Dellwing |

|                   |           |                             |
| Theiss 84’ (rig.) | Marcatori | 11’, 35’ Riedle 90’ Mattern |

| Arbitro: | Schmidhuber |

|            |           |                        |
| Riedle 11’ | Marcatori | 30’ Kaiser 32’ Demandt |

| Arbitro: | Krug |

|                        |           |  |
| Wohlfarth 57’ Eder 61’ | Marcatori |  |

| Arbitro: | Amerell |

|            |           |            |
| Gaedke 39’ | Marcatori | 49’ Allofs |

| Arbitro: | Jupe |

|               |           |                 |
| Waas 56’, 60’ | Marcatori | 9’, 68’ Schüler |

| Arbitro: | Assenmacher |

|            |           |                                   |
| Riedle 72’ | Marcatori | 58’, 61’ Wilbois 63’, 68’ Stenzel |

| Arbitro: | Kautschor |

|                                      |           |            |
| Flad 9’, 34’ Schüler 71’ Mattern 90’ | Marcatori | 49’ Walter |

| Arbitro: | Matheis |

|                  |           |             |
| Homp 26’ Lux 80’ | Marcatori | 78’ Schüler |

| Arbitro: | Osmers |

|                            |           |                           |
| Flad 28’ Müller 37’ (aut.) | Marcatori | 30’ Stickroth 58’ Freiler |

### Coppa di Germania
| Arbitro: | Neumann |

|                    |           |                                       |
| Jäger 3’ Rothe 83’ | Marcatori | 7’ Haller 35’ Dinauer 58’, 86’ Riedle |

| Arbitro: | Kautschor |

|  |           |                                                  |
|  | Marcatori | 29’ Schüler 41’, 50’ Mattern 75’ Riedle 86’ Yula |

| Arbitro: | Heitmann |

|            |           |                            |
| Riedle 86’ | Marcatori | 76’ Schütterle 78’ Schmidt |

## Statistiche

### Statistiche di squadra
| Competizione      | Punti | In casa | In casa | In casa | In casa | In casa | In casa | In trasferta | In trasferta | In trasferta | In trasferta | In trasferta | In trasferta | Totale | Totale | Totale | Totale | Totale | Totale | DR  |
| Competizione      | Punti | G       | V       | N       | P       | Gf      | Gs      | G            | V            | N            | P            | Gf           | Gs           | G      | V      | N      | P      | Gf     | Gs     | DR  |
| ----------------- | ----- | ------- | ------- | ------- | ------- | ------- | ------- | ------------ | ------------ | ------------ | ------------ | ------------ | ------------ | ------ | ------ | ------ | ------ | ------ | ------ | --- |
| Bundesliga        | 18    | 17      | 2       | 8       | 7       | 20      | 31      | 17           | 1            | 4            | 12           | 16           | 45           | 34     | 3      | 12     | 19     | 36     | 76     | -40 |
| Coppa di Germania | -     | 1       | 0       | 0       | 1       | 1       | 2       | 2            | 2            | 0            | 0            | 9            | 2            | 3      | 2      | 0      | 1      | 10     | 4      | +6  |
| Totale            | 18    | 18      | 2       | 8       | 8       | 21      | 33      | 19           | 3            | 4            | 12           | 25           | 47           | 37     | 5      | 12     | 20     | 46     | 80     | -34 |

### Andamento in campionato
| Giornata  | 1  | 2  | 3  | 4  | 5  | 6  | 7  | 8  | 9  | 10 | 11 | 12 | 13 | 14 | 15 | 16 | 17 | 18 | 19 | 20 | 21 | 22 | 23 | 24 | 25 | 26 | 27 | 28 | 29 | 30 | 31 | 32 | 33 | 34 |
| --------- | -- | -- | -- | -- | -- | -- | -- | -- | -- | -- | -- | -- | -- | -- | -- | -- | -- | -- | -- | -- | -- | -- | -- | -- | -- | -- | -- | -- | -- | -- | -- | -- | -- | -- |
| Luogo     | C  | T  | C  | T  | C  | T  | C  | T  | C  | T  | C  | T  | C  | T  | T  | C  | T  | T  | C  | T  | C  | T  | C  | T  | C  | T  | C  | T  | C  | T  | C  | C  | T  | C  |
| Risultato | P  | P  | V  | N  | P  | P  | N  | P  | N  | P  | N  | N  | P  | P  | N  | P  | P  | P  | N  | P  | P  | P  | N  | P  | N  | V  | P  | P  | N  | N  | P  | V  | P  | N  |
| Posizione | 16 | 16 | 13 | 13 | 13 | 15 | 14 | 16 | 16 | 18 | 17 | 17 | 17 | 18 | 18 | 17 | 17 | 18 | 17 | 17 | 18 | 18 | 18 | 18 | 18 | 18 | 18 | 18 | 18 | 18 | 18 | 17 | 18 | 18 |

Legenda:

Luogo: C = Casa; T = Trasferta. Risultato: V = Vittoria; N = Pareggio; P = Sconfitta.

### Statistiche dei giocatori
| Giocatore       | Bundesliga | Bundesliga | Bundesliga  | Bundesliga | Coppa di Germania | Coppa di Germania | Coppa di Germania | Coppa di Germania | Totale   | Totale | Totale      | Totale     |
| Giocatore       | Presenze   | Reti       | Ammonizioni | Espulsioni | Presenze          | Reti              | Ammonizioni       | Espulsioni        | Presenze | Reti   | Ammonizioni | Espulsioni |
| --------------- | ---------- | ---------- | ----------- | ---------- | ----------------- | ----------------- | ----------------- | ----------------- | -------- | ------ | ----------- | ---------- |
| N. Bebensee     | 4          | 0          | 0           | 0          | 1                 | 0                 | 0                 | 0                 | 5        | 0      | 0           | 0          |
| D. Brefort      | 20         | 2          | 1           | 0          | 1                 | 0                 | 0                 | 0                 | 21       | 2      | 1           | 0          |
| A. Clarke       | 15         | 0          | 0           | 0          | 0                 | 0                 | 0                 | 0                 | 15       | 0      | 0           | 0          |
| S. Dinauer      | 17         | 2          | 1           | 0          | 1                 | 1                 | 0                 | 0                 | 18       | 3      | 1           | 0          |
| H. Feilzer      | 26         | 2          | 4           | 0          | 3                 | 0                 | 1                 | 0                 | 29       | 2      | 5           | 0          |
| E. Flad         | 30         | 5          | 7           | 0          | 2                 | 0                 | 2                 | 0                 | 32       | 5      | 9           | 0          |
| J. Gaedke       | 32         | 1          | 6           | 0          | 3                 | 0                 | 0                 | 0                 | 35       | 1      | 6           | 0          |
| H. Gehrke       | 10         | 0          | 0           | 0          | 0                 | 0                 | 0                 | 0                 | 10       | 0      | 0           | 0          |
| B. Gerber       | 14         | 0          | 3           | 0          | 2                 | 0                 | 0                 | 0                 | 16       | 0      | 3           | 0          |
| J. Haller       | 24         | 0          | 3           | 0          | 3                 | 1                 | 1                 | 0                 | 27       | 1      | 4           | 0          |
| M. Hellmann     | 33         | 0          | 2           | 0          | 3                 | 0                 | 0                 | 0                 | 36       | 0      | 2           | 0          |
| R. Mager        | 24         | 0          | 1           | 0          | 3                 | 0                 | 0                 | 0                 | 27       | 0      | 1           | 0          |
| A. Maiwald      | 0          | 0          | 0           | 0          | 0                 | 0                 | 0                 | 0                 | 0        | 0      | 0           | 0          |
| B. Mattern      | 21         | 5          | 3           | 0          | 3                 | 2                 | 0                 | 0                 | 24       | 7      | 3           | 0          |
| C. Müller       | 0          | 0          | 0           | 0          | 0                 | 0                 | 0                 | 0                 | 0        | 0      | 0           | 0          |
| K. Riedle       | 34         | 10         | 2           | 0          | 3                 | 4                 | 1                 | 0                 | 37       | 14     | 3           | 0          |
| P. Saternus     | 2          | 0          | 0           | 0          | 0                 | 0                 | 0                 | 0                 | 2        | 0      | 0           | 0          |
| D. Schlegel     | 18         | 0          | 0           | 0          | 2                 | 0                 | 0                 | 0                 | 20       | 0      | 0           | 0          |
| M. Schmidt      | 26         | 0          | 4           | 0          | 2                 | 0                 | 1                 | 0                 | 28       | 0      | 5           | 0          |
| H. Schweger     | 7          | 0          | 0           | 0          | 1                 | 0                 | 0                 | 0                 | 8        | 0      | 0           | 0          |
| W. Schüler      | 24         | 6          | 3           | 0          | 2                 | 1                 | 0                 | 0                 | 26       | 7      | 3           | 0          |
| H. Stark        | 18         | 0          | 1           | 0          | 1                 | 0                 | 1                 | 0                 | 19       | 0      | 2           | 0          |
| R. Vandereycken | 24         | 0          | 4           | 1          | 2                 | 0                 | 0                 | 0                 | 26       | 0      | 4           | 1          |
| S. Yula         | 11         | 2          | 0           | 0          | 1                 | 1                 | 0                 | 0                 | 12       | 3      | 0           | 0          |